# Bombus tibetanus
Bombus tibetanus (saknar svenskt namn) är en insekt i överfamiljen bin (Apoidea) och släktet humlor (Bombus) som lever i Centralasien.

## Beskrivning
Bombus tibetanus är en ganska liten humla, honan blir mellan 15 och 16 mm, hanen 12 till 14 mm. Honan har gul mellankropp med ett svart fält mellan vingfästena; de två främsta tergiterna är gula, följt av en svart tergit. De resterande tergiterna är orangebruna med vita bakkanter. Hanens mellankropp är delad i en gul främre del och en svart bakre, medan den orangebruna färgen på bakkroppen hos honan helt är ersatt med svart (fortfarande med vita tergitbakkanter) hos hanen.

## Ekologi
Arten är en snylthumla som saknar arbetare; den befruktade honan tränger in i en annan humlearts bo, dödar drottningen och tvingar det övertagna boets arbetare att föda upp sin avkomma. Den är mindre vanlig i bergen på höjder mellan 3 000 och 4 400 m, där den livnär sig från nektar från växter som amaryllisväxter, korgblommiga växter, ärtväxter som buskväpplingar samt ranunkelväxter likt riddarsporrar. Flygtiden varar från början av juni till slutet av september.

## Utbredning
Bombus tibetanus finns på östra delen av den tibetanska högplatån (Tibet och de kinesiska provinserna Sichuan, Yunnan, Gansu samt Qinghai).